# Katastrofa lotu Kam Air 904
Katastrofa lotu Kam Air 904 wydarzyła się 3 lutego 2005 roku w Górach Pamir na terenie Afganistanu. Boeing 737-242 (nr rej. EX-037), należący do linii Kam Air, lecący z Heratu do Kabulu rozbił się w Górach Pamir. W katastrofie zginęły 104 osoby (96 pasażerów i 8 członków załogi) – wszyscy na pokładzie. Do dziś jest to najgorsza katastrofa lotnicza w historii Afganistanu.

## Samolot
Boeing 737-242 (EX-037) został wyprodukowany w 1980 roku. Do kwietnia 2004 roku, Boeing należał do kanadyjskich linii lotniczych Nordair (C-GNDR), ale został sprzedany kirgiskim liniom Phoenix Aviation. Linie Phoenix Aviation wypożyczyły samolot liniom Kam Air w listopadzie 2004 roku.

## Katastrofa
Na pokładzie znajdowały się 104 osoby (96 osób i 8 członków załogi). Maszyna wystartowała z lotniska w Heracie. Około godziny 15 piloci rozpoczęli procedurę podchodzenia do lądowania. Samolot wpadł nagle w silne, zimne wiatry i stracił łączność z kontrolą ruchu lotniczego. Nie wiadomo, jak długo maszyna znajdowała się w locie po utraceniu łączności. Maszynę znaleziono 2 dni później, na wysokości 11.000 stóp (3.355m).

## Akcja ratownicza
Wrak samolotu znaleziono 2 dni później ok. 20 km od Kabulu. Wrak maszyny znalazły 2 holenderskie śmigłowce o godz. 9:30. Z kolizji z górą ocalał jedynie statecznik.  W trybie natychmiastowym zaczęto szukać ocalałych. Okazało się, że spośród 104 osób, nikt nie ocalał. Znaleziono czarną skrzynkę i rejestrator głosu. Przyczyny katastrofy pozostają do dziś nieznane.

## Narodowość ofiar katastrofy
| Kraj              | Liczba ofiar |
| ----------------- | ------------ |
| Afganistan        | 79           |
| Turcja            | 9            |
| Stany Zjednoczone | 6            |
| Rosja             | 4            |
| Włochy            | 3            |
| Holandia          | 1            |
| Iran              | 1            |
| Kanada            | 1            |
| Razem             | 104          |